# 佩尔蒂·卡尔皮宁
佩尔蒂·卡尔皮宁（芬蘭語：Pertti Karppinen，1953年2月17日—），芬兰男子赛艇运动员。他曾代表芬兰参加1976年、1980年、1984年、1988年和1992年夏季奥林匹克运动会赛艇比赛，共获得三枚金牌。